# Северо-Ланкаширский верный полк
Северо-Ланкаширский верный полк (англ. Loyal North Lancashire Regiment), также известный как Верный полк (Северного Ланкашира) (англ. Loyal Regiment (North Lancashire)) — британский пехотный полк, существовавший в 1881—1970 годах. Образован на основе 47-го и 81-го пехотных полков, а также отрядов ополчения Ланкашира, Престона и Болтона. Прошёл вторую англо-бурскую и обе мировых войны. После расформирования его символику в 1970 году унаследовал Ланкаширский полк Её Величества, а с 2006 года преемником и носителем традиций является Полк герцога Ланкастерского.

## История

### Образование
Северо-Ланкаширский верный полк образован в 1881 году в рамках военной реформы Хью Чайлдерса. Его основу составили 47-й Ланкаширский пехотный полк и 81-й пехотный полк верных Линкольнских добровольцев, а также 3-й полк личного Герцога Ланкастерского королевского ополчения Ланкашира и 11-й и 14-й Ланкаширские стрелковые добровольческие корпуса. Это был один из семи полков, личный состав которого набирался из жителей Ланкашира. Точка сбора полка находилась в Престоне, добровольцы набирались из городов Болтон, Чорли, Фарнуорт, Хиндли и с острова Мэн. Штаб полка находился в казармах Фулвуд в Престоне. С 1873 года шёл процесс объединения 81-го и 47-го полков, чьи штабы были переброшены в Фулвуд, а сами они действовали в одной бригаде. Подготовка к объединению завершилась в 1877 году.
Здание казарм было выстроено в 1848 году и служило в качестве базы для многих частей до 1881 года: в 1860-е годы здесь нёс службу 11-й батальон снабжения, помогавший в своё время 11-му гусарскому полку, 1/10-му, 2/10-му, 1/11-му, 32-му, 41-му и 55-му пехотным полкам. В 1861 году рядовой 32-го Корнуолльского пехотного полка Патрик Маккаффери (англ. Patrick McCaffery) застрелил командира батальона полковника Хью Крофтона и его адъютанта капитана Джона Хэнема одним выстрелом, что стало следствием фатальной ошибки, поскольку Маккаффери пытался догнать хулиганивших детей, разбивших стёкла в окнах казармы. 11 января 1862 года по приговору трибунала Маккаффери был расстрелян. Позже появилась городская легенда о призраке Маккаффери, появляющегося в офицерской столовой в казармах.

### Англо-бурская война

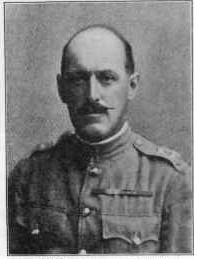
Роберт Кекеуич, генерал-майор Британской армии

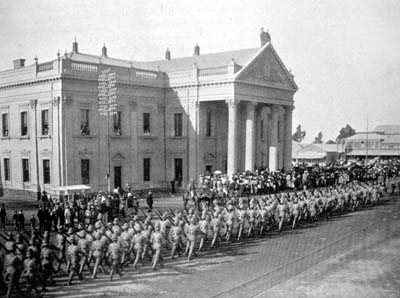
Ланкаширцы на марше в Кимберли

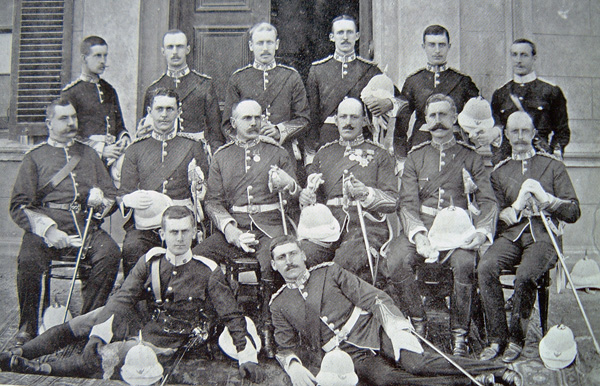
Офицеры 1-го батальона Северо-Ланкаширского верного полка, около 1899 года

В 1899 году полк прибыл в Южную Африку. После неудачного рейда Джеймсона компания De Beers была сильно обеспокоена тем, что её операции в Кимберли оказались под угрозой, и призвала к усилению мер безопасности в городе, несмотря на присутствие гарнизона города. 7 октября 1899 года артиллерийская батарея и четыре роты Северо-Ланкаширского верного полка отправились на защиту города, которой руководил подполковник Роберт Кекекуич. Через пять дней началась Вторая англо-бурская война, когда войска буров осадили город Кимберли. В течение следующих 126 дней северные ланкаширцы и местное ополчение были отрезаны от внешнего мира, а их позиции постоянно обстреливались бурской артиллерией. Осаду смогли снять 15 февраля 1900 года подошедшие кавалерийские войска бригадного генерала сэра Джона Френча.
Оставшиеся солдаты 1-го батальона вместе со своим командиром несли службу под руководством лорда Пола Метьюэна. Вместе с 1-м батальоном Королевских нортумберлендских фузилёров, 2-м батальоном Нортгемптонширского полка и 2-м батальоном Личного Его Величества Йоркширского пехотного полка они образовали 9-ю бригаду 1-й пехотной дивизии, которая сражалась при Бельмонте, на реке Моддер и у Магерсфонтейна.
После снятия осады в феврале 1900 года батальон оставался под командованием Метьюэна до июля, когда его отправили на охрану Олифантс-Нек. Однако 8 августа по приказу полковника Роберт Баден-Пауэлла они отступили и оставили территорию без охраны, что позволило Христиану Де Вету избавиться от британцев на хвосте. Однако полку не последовало никакого выговора, поскольку причиной были неправильно составленные приказы. В конце 1900 года 1-й батальон Северо-Ланкаширского верного полка вернулся в 9-ю бригаду, с которой в дальнейшем бился за Клерксдорп. До конца войны ланкаширцы формально подчинялись лорду Метьюэну, отправляя свои солдат в роты ездящих пехотинцев уже во время этапа партизанской войны, которая велась с использованием малых групп. Ланкаширцы вели бои против коммандос буров вплоть до заключения Феринихингского мира 31 мая 1902 года. По окончании войны 525 человек личного состава батальона покинули Кейптаун на судне «Кэрисбрук Касл» (англ. Carisbrook Castle) в сентябре 1902 года и прибыли в начале октября в Саутгемптон.

### Начало XX века
2-й батальон нёс службу в Великобритании с 1881 года: до 1887 года он был в Англии, в 1887—1890 годах нёс службу на Джерси, в 1890—1896 годах — в Ирландии, в 1896—1899 годах — снова в Англии. С 1899 года он нёс службу в разных уголках Средиземноморья: на Мальте в 1899—1901 годах, на Крите в 1901—1902 годах и в Гибралтаре с мая 1902 года. В 1908 году после реорганизации добровольцев в Территориальные силы и ополчения в Особый резерв в составе полка появились 3-й резервный батальон и два территориальных батальона: 4-й (Эвенхэм-лейн, Престон) и 5-й (Флетчер-Стрит, Болтон).

### Первая мировая война

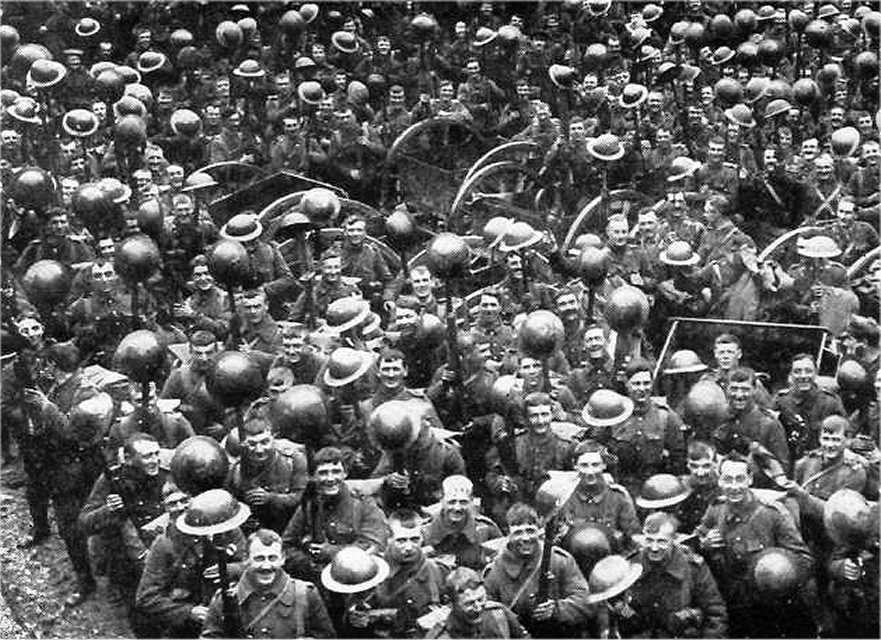
Солдаты Северо-Ланкаширского полка в касках Броди, 1916 год

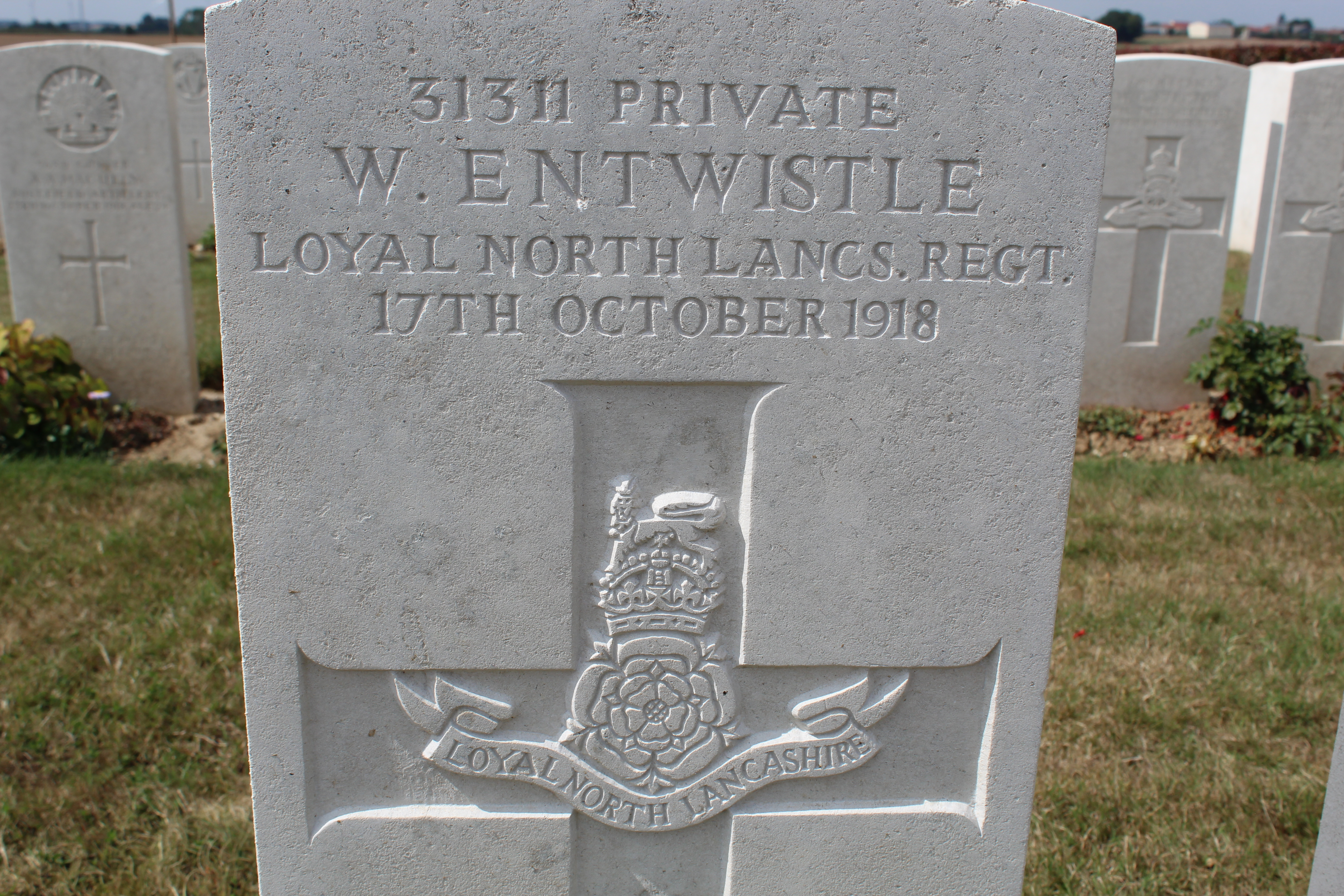
Могила рядового У. Энтуисла из Северо-Ланкаширского верного полка на кладбище Премон во Франции

Во время Первой мировой войны в составе полка были образованы дополнительные батальоны: всего полк разросся до 21 пехотного батальона. Из них были два регулярных батальона (1-й и 2-й), 3-й батальон из особого резерва (бывшего ополчения), 10 территориальных батальонов (1/4-й, 1/5-й, 2/5-й, 3/4-й, 3/5-й, 4/5-й, 1/12-й сапёрный, 2/12-й и 14-й) и семь батальонов из Армии Китченера (6-й, 7-й, 8-й, 9-й, 10-й, 11-й запасной и 15-й), а также батальон для службы на территории метрополии (13-й Домашней службы).

#### Регулярные войска
1-й батальон прибыл в августе 1914 года в Гавр в составе 2-й пехотной бригады 1-й пехотной дивизии для участия в боях на Западном фронте. 2-й батальон высадился в городе Танга (Германская Восточная Африка) в составе 27-й Индийской Бангалорской бригады в ноябре 1914 года, а через месяц перешёл в Момбаса, где продолжал службу на территории Восточной Африки. В январе 1917 года переброшен в Египет, в мае 1918 года — во Францию на Западный фронт боевых действий.

#### Территориальные силы
1/4-й батальон высадился в Булонь-сюр-Мер в составе 154-й пехотной бригады 51-й пехотной дивизии в мае 1915 года для службы на Западном фронте. 1/5-й батальон высадился в Гавре в составе 16-й пехотной бригады 6-й пехотной дивизии в феврале 1915 года для службы на Западном фронте. 2/4-й батальон высадился в Гавре в составе 170-й (2/1-й) Северо-Ланкаширской бригады 57-й (2-й Западно-Ланкаширской) дивизии в феврале 1917 года также для участия в боях на Западном фронте; в том же месяце к нему присоединились 2/5-й батальон из 154-й бригады и 4/5-й батальон из 170-й бригады. В июне 1916 года в Гавре также высадился 1/12-й сапёрный батальон в составе 60-й (2/2-й Лондонской) пехотной дивизии.

#### Батальоны Новой армии
6-й служебный батальон в составе 38-й пехотной бригады 13-й Западной пехотной дивизии Средиземноморских экспедиционных сил высадился 4 августа 1915 года в бухте Анзак. После сражений в бухте Анзак и заливе Сувла батальон был отозван с Галлиполийского фронта и отправлен в Египет для отдыха и пополнения сил в январе 1916 года. В феврале 1916 года 13-ю дивизию отправили в составе Тигрского корпуса для прорыва осады Эль-Кута, где держался англо-индийский гарнизон. Батальон, занявший левый берег Тигра, 6 апреля 1916 года вёл бой при Фаллахие, а 9 апреля — за Санният. Он прорвался на турецкие позиции под Санниятом, но из-за того, что подкрепления не могли соединиться с основными силами, вместе с остатками 38-й бригады был отброшен. Позже батальон получил приказ занять побережье реки Дияла: около 100 человек перешли её 8 марта 1917 года и столкнулись с многочисленными контратаками противника, но закрепились на побережье. На следующий день британцам удалось перебросить подкрепления батальону, а турки отступили.
7-й служебный батальон высадился в Булони в составе 56-й пехотной бригады 19-й Западной пехотной дивизии в июле 1915 года для участия в сражениях на Западном фронте. В сентябре того же года к нему присоединились 8-й и 9-й батальоны из 74-й пехотной бригады 25-й пехотной дивизии, а в августе ещё до них — 10-й служебный батальон из 112-й пехотной бригады 37-й пехотной дивизии. 15-й служебный батальон в качестве сапёрного нёс службу в составе 14-й лёгкой пехотной дивизии с июля 1918 года на Западном фронте.

### Межвоенные годы
После завершения Первой мировой войны батальоны Северо-Ланкаширского полка продолжили несение активной службы. Так, 2-й батальон был направлен в Ирландию во время войны за независимость Ирландии; также батальоны участвовали в подавлении Чанакского кризиса, обеспечивали безопасность британских граждан в Китайской Республике и в Гонконге во время эры милитаристов и гражданской войны. 1-й батальон участвовал в подавлении арабского восстания в 1936—1939 годах в Британской Палестине.

### Вторая мировая война

#### Регулярные батальоны

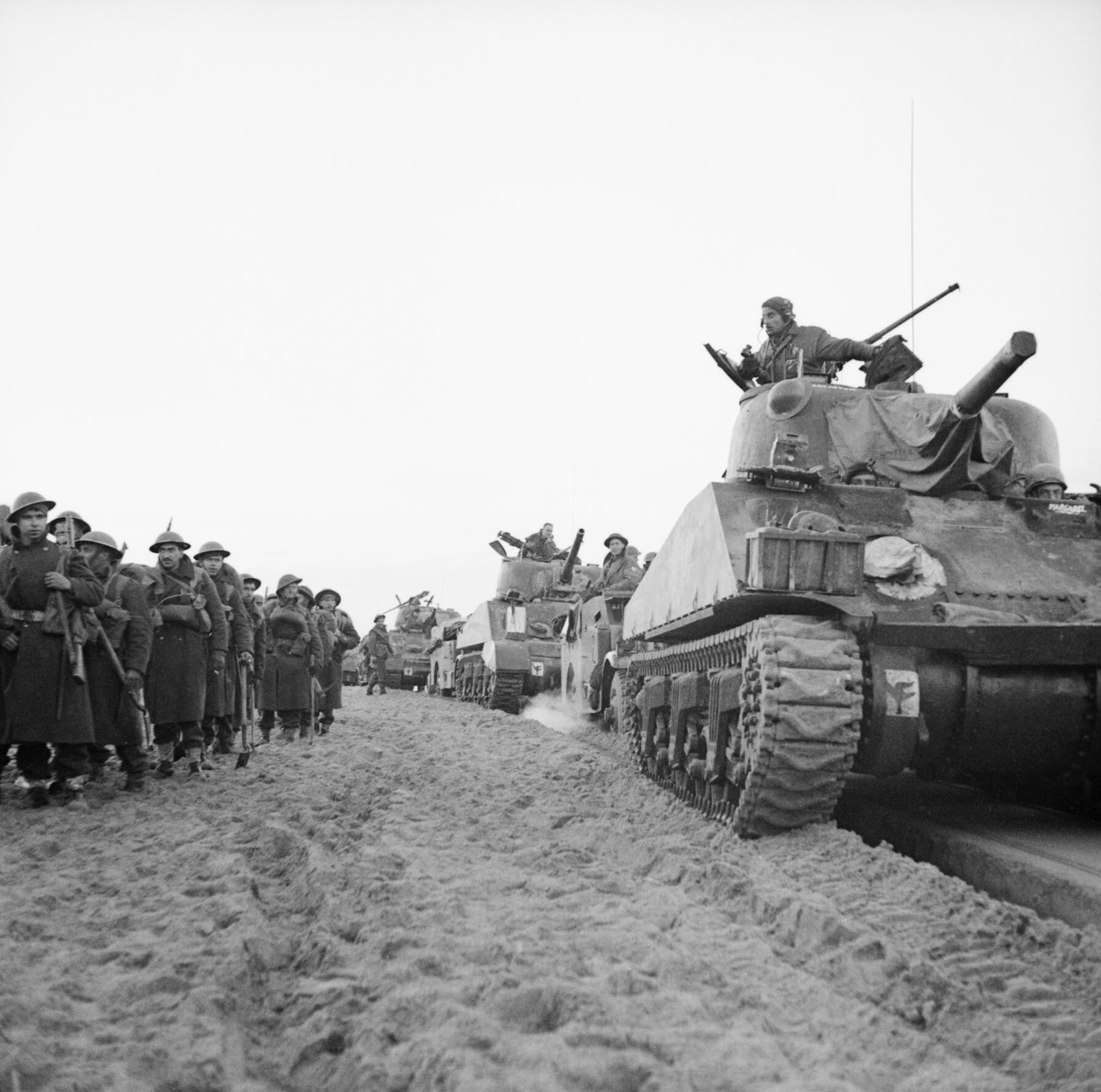
Танки M4 Sherman из 46-го королевского Ливерпульского валлийского танкового полка и пехота 1-го батальона Северо-Ланкаширского верного полка, Анцио, Италия, 22 января 1944

В начале Второй мировой войны 1-й батальон Верного полка входил во 2-ю пехотную бригаду, куда также входили 2-й батальон Северо-Стаффордширского полка и 1-й (с марта 1940 года — 6-й) батальон полка Гордонских горцев. Бригада была в составе 1-й пехотной дивизии. В сентябре 1939 года бригада прибыла во Францию в составе Британских экспедиционных сил и оставалась там вместе с французскими частями до мая 1940 года, не вступив ни разу в бои против немцев до начала Французской кампании вермахта. Батальон Северо-Ланкаширского полка находился в арьергарде британцев во время эвакуации англо-французских войск. Два последующих года 1-й батальон полка нёс службу на родной земле, готовясь вступить в сражение в случае вторжения немцев, но затем был направлен в Северную Африку в составе 1-й армии на местный театр военных действий, где участвовал в Тунисской кампании. В Италии батальон участвовал в Анцио-Неттунской операции в составе 1-й дивизии, потерял одну роту, но отразил немецкую контратаку; в мае 1943 года батальон он участвовал в прорыве позиций немцев под Анцио — Готской линии — в составе 8-й британской армии. В январе 1945 года вся дивизия отправилась на службу в Палестину. За время войны в Тунисе к Кресту Виктории был представлен единственный солдат полка — посмертно этим крестом был награждён лейтенант Уилуорд Александр Сэндис-Кларк.

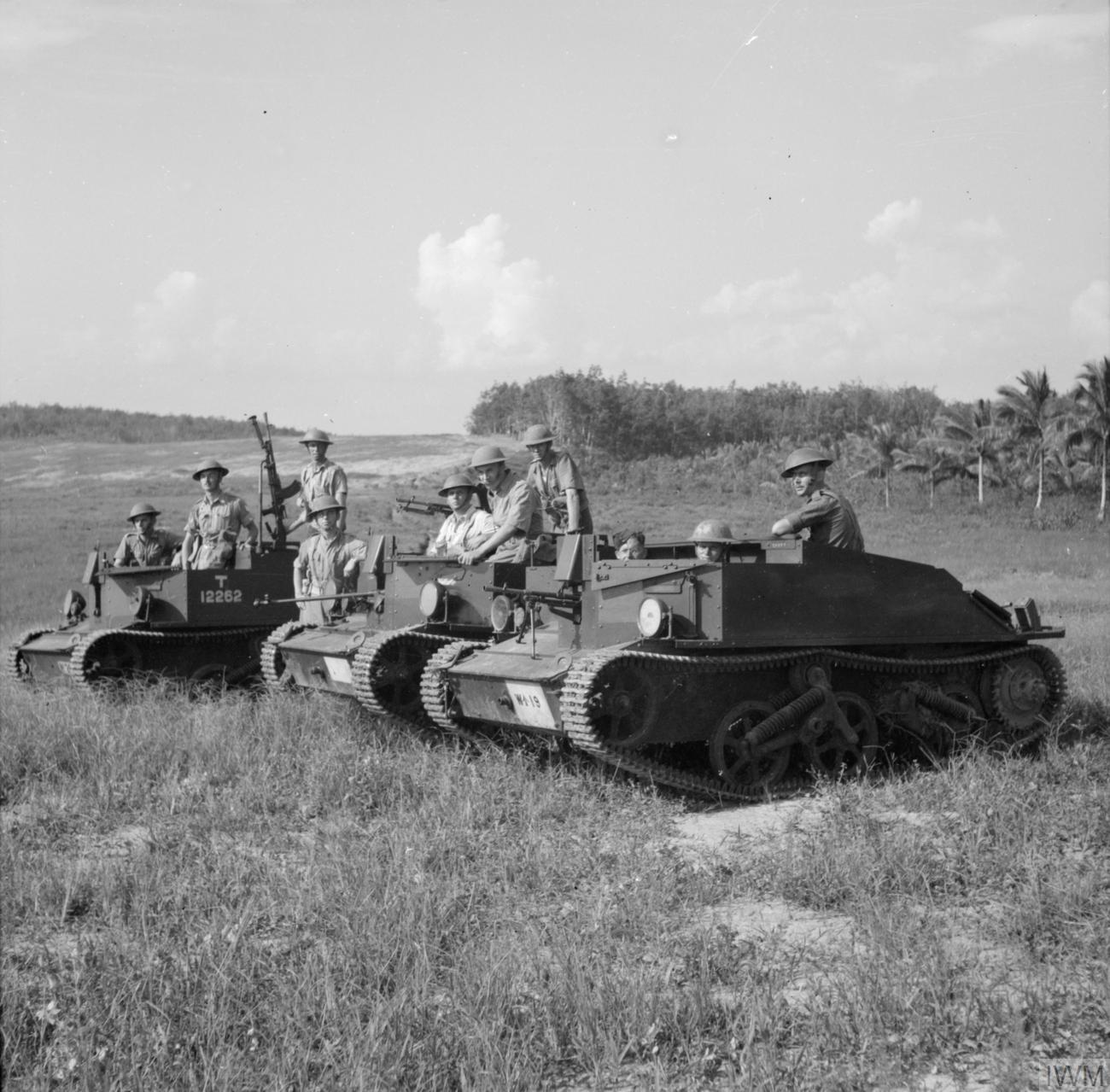
БТР типа Universal Carrier 2-го батальона в Малайе, октябрь 1941 года

В 1939 году 2-й батальон Северо-Ланкаширского верного полка находился на Дальнем Востоке и подчинялся командованию 1-й Малайской пехотной бригады Сингапурского гарнизона. После нападения японцев на Перл-Харбор 2-й батальон участвовал в Малайской операции, а также в обороне Сингапура, однако после капитуляции гарнизона Сингапура 15 февраля 1942 года личный состав батальона попал в японский плен. Батальон был расформирован и воссоздан в Великобритании с нуля 28 мая 1942 года на основе 10-го батальона, созывавшегося в экстренных ситуациях.

#### Батальоны Территориальной армии
Помимо регулярных батальонов, в составе полка были два батальона Территориальной армии (5-й и 6-й) на момент начала войны. 4-й батальон был преобразован в 2-й прожекторный батальон Корпуса королевских инженеров ещё до начала войны. В 1940 году батальон был переведён в состав Королевского полка артиллерии, в 1943 году был преобразован в 150-й верный зенитный артиллерийский полк, с марта 1944 года в составе 9-й бронетанковой дивизии, после её расформирования — в 55-й Западно-Ланкаширской пехотной дивизии до марта 1945 года на Западном фронте в составе 2-й армии.
5-й батальон сформирован как мотоциклетный батальон при 55-й пехотной дивизии, с 1941 года — 18-й батальон Разведывательного корпуса в составе 18-й Восточно-Английской пехотной дивизии. Батальон участвовал в обороне Сингапура на поздних стадиях, однако был вооружён очень плохо. Личный состав попал в плен к японцам, где пробыл до конца войны.
6-й батальон был образован в 1939 году как резерв 5-го батальона и также служил в составе 55-й пехотной дивизии, после начала войны — в составе 59-й Стаффордширской пехотной дивизии как мотоциклетный батальон. С 30 апреля 1941 года стал 2-м разведывательным полком при 2-й пехотной дивизии. В апреле 1942 года переброшен в Индию, где участвовал в боях против японских войск, отличился в Кохимской битве, в которой сражалась 14-я армия под командованием сэра Уильяма Слима, и Бирманской кампании.

#### Батальоны для чрезвычайных ситуаций
В связи с чрезвычайной ситуацией 4 июля 1940 года был образован 7-й батальон полка. Личный состав батальона — призывники из графств Мерсисайд, Чешир и Ланкашир. Обучение проходило в лагере Карнарфон, где обучались 8-й и 9-й батальоны Северо-Ланкаширского верного полка и 12-й батальон Королевских уэльских фузилёров — 15-я учебная пехотная группа, позже 215-я отдельная пехотная бригада. Обучение усложнялось тем, что катастрофически не хватало снаряжения, а в лагере невозможно было жить зимой, поэтому солдат отправляли на специальные зимние квартиры. Батальон нёс службу в Ливерпуле, с февраля 1941 года его бригада была преобразована в дивизию графств Дарем и Норт-Райдинг и занималась охраной побережья Скарборо, Дарлингтона и Редкара на случай вторжения немцев. 13 ноября 1941 года 7-й батальон был переведён в ведомство Королевского полка артиллерии и стал 92-м (верным) лёгким зенитным артиллерийским полком при 3-й пехотной дивизии. Участвовал в высадке в Нормандии 6 июня 1944 года и в операции «Тонга», в боях за мосты Пегас и Хорса.
8-й батальон образован 4 июля 1940 года в Эштоне-под-Лайном. Личный состав батальона — призывники из Ливерпуля, младшие офицеры без опыта на передовой и кадеты училища пулемётчиков Манчестерского полка, казармы Ледисмит, Эштон-под-Лайном. Числился в составе 215-й отдельной пехотной бригады, зиму 1940—1941 годов солдаты проводили на квартирах в Биддалфе и Хайтоне. С 15 ноября 1941 года — 93-й лёгкий зенитный артиллерийский полк, с января 1942 года в составе 42-й вспомогательной группы 42-й бронетанковой дивизии (бывшей 42-й Восточно-Ланкаширской пехотной дивизии. В октябре 1943 года 42-я бронетанковая была расформирована, и полк вернулся в Великобританию, вступив в ряды 80-й зенитной бригады и начав готовиться к высадке во Франции. Участвовал в боях во Франции и во всей Западной Европе в 1944—1945 годах в составе 2-й армии.
9-й батальон был образован в 1940 году и нёс службу в 215-й отдельной пехотной бригаде. В 1941 году переведён в Королевский бронетанковый корпус и преобразован в 148-й танковый полк, сохранив при этом кокарду Северо-Ланкаширского верного полка и получив право носить её на берете, как и другие пехотные батальоны из других пехотных полков. Нёс службу в 33-й бронетанковой бригаде, участвовал в высадке в Нормандии 13 июня 1944 года и в битве за Кан. Расформирован 16 августа 1944 года из-за острой нехватки личного состава, заменён 1-м полком Ист-Райдингского йоменства.
50-й сдерживающий батальон образован в июне 1940 года. Туда на время привлекались непригодные для воинской службы лица, бездомные, ждущие распоряжений войска, находившиеся на обучении или вернувшиеся из-за границы. В октябре преобразован в 10-й батальон 210-й отдельной пехотной бригады, позже в составе 203-й пехотной бригады. 28 мая 1942 года переименован во 2-й батальон, поскольку 2-й исходный батальон был уничтожен в битве за Сингапур. Нёс службу в составе 199-й Манчестерской пехотной бригады (позже 166-й) в составе 55-й Западно-Ланкаширской пехотной дивизии. В октябре 1944 года направлен в Италию в составе 20-й Индийской пехотной бригады 10-й Индийской пехотной дивизии, участвовал в операции «Картечь».

### Послевоенные годы
Полк нёс свою службу в эру распада колониальной системы: батальоны полка дислоцировались в Подмандатной Палестине вплоть до образования Израиля; 1-й батальон участвовал в подавлении Малайского восстания в 1957—1959 годах; рота B участвовала в подавлении выступлений в Адене в 1966 году, роты A и C также несли службу вплоть до вывода британских войск из Адена.
В 1970 году Северо-Ланкаширский полк был объединён с Ланкаширском полком (добровольческим принца Уэльского) в новый полк — Её Величества Ланкаширский полк, центром стали казармы Коннахт в Дувре в марте 1970 года.

## Полковой музей
Музей Ланкаширской пехоты — официальный музей полка, который находится в здании казарм Фулвуд в Престоне.

## Воинские почести
По британским традициям, воинские почести присваиваются тем частям, которые проявили себя в различных боях, и представляют собой нанесение символического названия сражения на штандарт полка. Северо-Ланкаширскому верному полку с учётом почестей 47-го и 81-го пехотных полков присвоены следующие почести:
- Peninsula Campaign: Maida, Corunna, Tarifa, Vittoria, San Sebastian, Nive, Peninsula.
- First Anglo-Burmese War, 1824–1826: Ava
- Crimean War, 1854–1856: Alma; Inkermann, Sevastopol.
- Second Afghan War, 1878–1880: Ali Masjid, Afghanistan 1878-9
- Anglo-Boer War, 1899–1902: Defence of Kimberley, South Africa 1899–1902; Mediterranean 1900–01
- First World War, 1914–1918: Mons; Aisne 1914, 1918; Ypres 1914, 1917, 1918; Somme 1916, 1918; Lys; Hindenburg Line; Suvla; Gaza; Baghdad; Kilimanjaro. Retreat from Mons; Marne 1914, 1918; Langemarck 1914; Gheluvelt; Nonne Bosschen; Givenchy 1914; Aubers; Festubert 1915; Loos; Albert 1916; Bazentin; Pozières; Guillemont; Ginchy; Flers–Courcelette; Morval; Ancre Heights; Ancre 1916; Arras 1917, 1918; Scarpe 1917; Arleux; Messines 1917; Pilckem; Menin Road; Polygon Wood; Poelcapelle; Passchendaele; Cambrai 1917, 1918; St Quentin; Bapaume 1918; Estaires; Bailleul; Kemmel; Béthune; Scherpenberg; Soissonnais-Ourcq; Drocourt-Quéant; Epéhy; Canal du Nord; St Quentin Canal; Courtrai; Selle; Sambre; France and Flanders 1914–18; Doiran 1917; Macedonia 1917; Sari Bair; Gallipoli 1915; Egypt 1916; Nebi Samwil; Jerusalem; Jaffa; Tell'Asur; Palestine 1917–18; Tigris 1916; Kut al Amara 1917; Mesopotamia 1916–18; East Africa 1914–16.
- Second World War, 1939–1945: Dunkirk 1940; Djebel Kess Kiss; Gueriat el Atach Ridge; North Africa 1943; Anzio; Fiesole; Monte Grande; Italy 1944-5; Johore; Singapore Island. North-West Europe 1940; Banana Ridge; Medjez Plain; Djebel Bou Aoukaz 1943 I; Gab Gab Gap; Rome; Gothic Line; Monte Gamberaldi; Monte Ceco; Batu Pahar; Malaya 1941-2

## Полковые традиции

### Юбилеи и памятные даты
Полк торжественно отмечал некоторые юбилеи сражений, как и многие другие полки Британской армии.
- 15 февраля был установлен полком как день празднования годовщины событий во время осады Кимберли во время второй англо-бурской войны[40].
- 4 июля отмечалась годовщина битвы при Майде, в которой отличился 1-й батальон 81-го пехотного полка: в этот день проводился парад, а в столовой организовывался ужин[41].
- 13 сентября отмечался День Квебека в память о 47-м пехотном полку[англ.], который участвовал в захвате Квебека генералом Джеймсом Вольфом. В память об этом было образовано общество Вольфа, куда входили военнослужащие 1-го батальона — правопреемника 47-го пехотного полка. В день проводился торжественный парад, полковой оркестр исполнял медленный марш 47-го полка и затем песню «Quebec»[41].
- В канун Нового года проводился бал в честь Дня Тарифы — годовщины обороны Тарифы 1811 года, в котором 47-й полк отразил натиск войск Наполеоновской Франции[41].

### Прозвища
Верный полк унаследовал свои прозвища от предшественников. Прозвище «цветная капуста» (англ. Cauliflowers) было дано по цвету красных мундиров с белой отделкой и Ланкаширской розе на кокарде на головных уборах солдат полка. Прозвище «Полк Вольфа» было унаследовано от 47-го пехотного полка, которым командовал Джеймс Вольф в Семилетней войне. «Ланкаширскими парнями» полк прозвали по графству, где он базировался и откуда призывали солдат в его состав.

### Регалии
У Верного полка, как и у его предшественников, было много наград и регалий. В 1958 году по случаю коронации Королевы Елизаветы II полк приобрёл статуэтку всадника, которую размещали на столе при сервировке перед местом командира. Серебряная статуэтка в виде лисы размещалась также на столе перед местом младшего лейтенанта с 1928 года. Также ещё одной регалией был Кубок Старшего лейтенанта (англ. Subaltern's Cup) — серебряный кубок, который ставился на столе и из которого торжественно выпивал старший лейтенант, произведённый в капитаны. Старейшей реликвией полка считалась табакерка из панциря черепахи — по легенде, после битвы за Майду подполковник Кемпт, командир 1/81-го пехотного полка сварил черепаший суп, а из панциря той черепахи сделал табакерку и установил её в столовой полка.

## Кавалеры Креста Виктории
- Рядовой Джон Макдермонд[англ.] (47-й пехотный полк, позже 1-й батальон Северо-Ланкаширского полка) — 5 ноября 1854 года, Инкерман, полуостров Крым, Российская империя.
- Рядовой Генри Эдвард Кенни[англ.] (1-й батальон Северо-Ланкаширского полка) — 25 сентября 1915, Лос, Франция.
- Лейтенант Томас Одр Лоудер Уилкинсон[англ.] (7-й служебный батальон Северо-Ланкаширского полка) — 5 июля 1916, посмертно.
- Лейтенант Ричард Бэзил Брендрэм Джонс[англ.] (8-й служебный батальон Северо-Ланкаширского полка) — 21 мая 1916, Вими, Франция, посмертно.
- Лейтенант Уилуорд Александр Сэндис-Кларк[англ.] (1-й батальон Северо-Ланкаширского полка) — 23 апреля 1943, Гириат-Эль-Атах, Тунис, посмертно.

## Командиры полка
Полком командовали с момента его образования и до расформирования:
- 1881–1885: генерал сэр Уильям Шербрук Рэмсей Норкотт[англ.] (командир 1-го батальона)
- 1881–1900: генерал Генри Ренни[англ.] (командир 2-го батальона)
- 1885–1909: генерал сэр Ричард Томас Фаррен[англ.] (до 1900 — командир 1-го батальона)
- 1909–1916: генерал-майор Хью Томас Джонс-Воуэн (англ. Hugh Thomas Jones-Vaughan)
- 1916–1926: генерал сэр Джеймс Уилкокс[англ.]
- 1926–1931: генерал-лейтенант сэр Джеральд Фрэнсис Эллисон (англ. Gerald Francis Ellison)
- 1931–1945: бригадный генерал Джон Бэйфорл Уэллс (англ. John Bayford Wells)
- 1945–1949: бригадир Джон Перси Делабин Андервуд (англ. John Percy Delabene Underwood)
- 1949–1959: бригадир Джордж Джиффард Роусон Уильямс (англ. George Giffard Rawson Williams)
- 1959–1970: бригадир Джеффри Экуорт Римбо (англ. Geoffrey Ackworth Rimbault)